# Arapiles (1868)

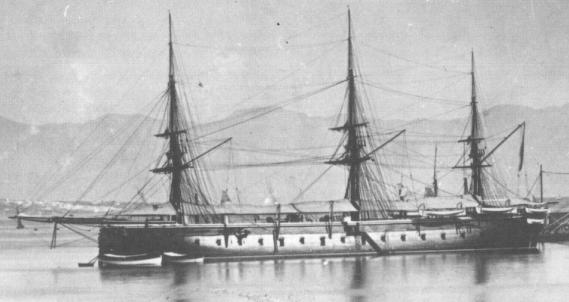
Броненосний фрегат "Арапілес"

Іспанський броненосець «Арапілес» був броньованим фрегатом з дерев’яним корпусом, придбаним у Англії в 1860-х роках для ВМС Іспанії. Закладений як дерев'яний паровий фрегат, корабель був перероблений на броненосець у ході будівництва. 

## Опис
Довжина "Арапілеса " по ватерлінії становила 85,3 метри, мідель був 15,9 метрів, осадка  5,2 метри. Його водотонажність становила 3 496 тон. Броненосець мав один паровий двигун, тягу шести котлів забезпечувала єдина труба, та єдиний гвинт. !ого потужність становила 1 800 кВт, забезпечуючи максимальну швидкість у 15 км/год.  Для подорожей на далекі відстані "Арапілес" був обладнаний трьома щоглами та повноцінними вітрилами. 
Корабель був озброєний двома 10 дюймовими (254 міліметровими)  та п'ятьма 8 дюймовими (203 міліметровими, нарізними дульнозарядними гарматами Armstrong.    Озброєння доповнювали також десять гладкоствольних 68 фунтових гармат.  Джерела наводять відмінні данні щодо товщини і площі бронювання корабля, захищеного кованим залізом, але сходяться на тому, що товщина броні коливалася у діапазоні 3-5 дюймів (76-127 міліметрів). 

## Будівництво та кар'єра

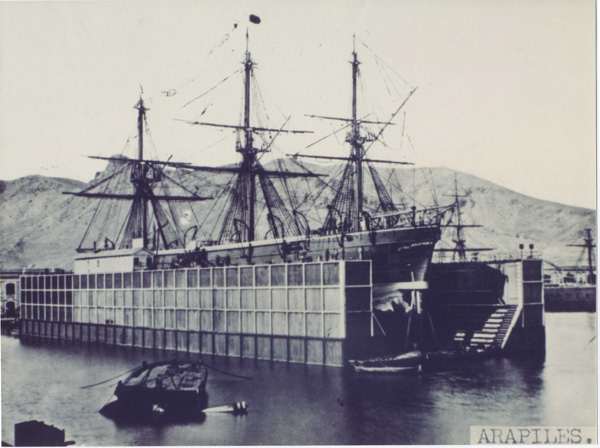
"Арпілес" у плавучому сухому доці, Картахена, Іспанія

"Arapiles", названих на честь пагорбів - важливої позиції під час  Битви при Саламанці, побудувала фірма Грін на своїй верфі у Блеуеллі, Лондон. Закладений у червні 1861 року як неброньований фрегат, але у червні 1862 р. була розпочата пере6робка у броньований фрегат, на корабель було встановлено близько 200 тон броні. Броненосець спустили на воду 17 жовтня 1864 року і завершили наступного року.
На початку 1873 року "Арапілес"  налетів на мілину біля узбережжя Венесуели і був відправлений в Бруклін, штат Нью-Йорк, на ремонт, який тривав з травня по січень 1874 року. У період інциденту через захоплення американського судна "Віргініус" пізніше того ж року був затоплений ліхтер, перекривши ворота сухого доку, в якому ремонтували "Арапілес", оскільки напруга між США та Іспанією зростала. Броненосець був перетворений на блокшив в 1879 році, а його реконструкція була скасована, коли в 1882 році було відзначено поганий стан його корпусу.  Корабель утилізували через рік чи два. 

## Пам'ять

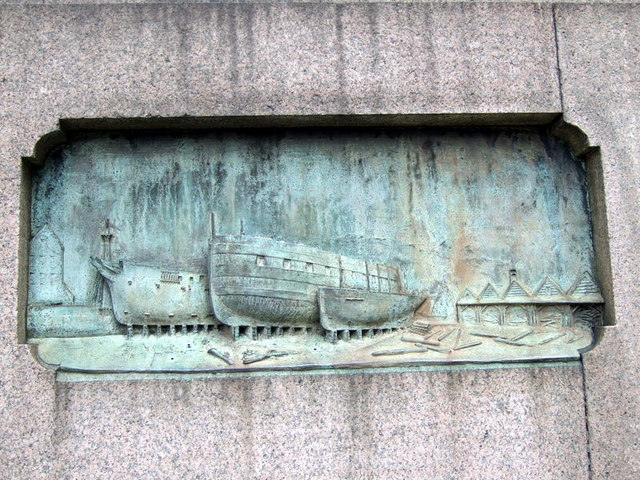
Постамент статуї Річарда Гріна, західний барельєф

Броненосець вшанований барельєфом на боці постаменту статуї Річарда Гріна, який помер, поки корабель ще будувався у його верфі. Статуя стоїть біля Поплар Баз в Лондоні. 